# Serjania lundellii
Serjania lundellii är en kinesträdsväxtart som beskrevs av T.B. Croat. Serjania lundellii ingår i släktet Serjania och familjen kinesträdsväxter. Inga underarter finns listade i Catalogue of Life.